# Baltimore-Maler

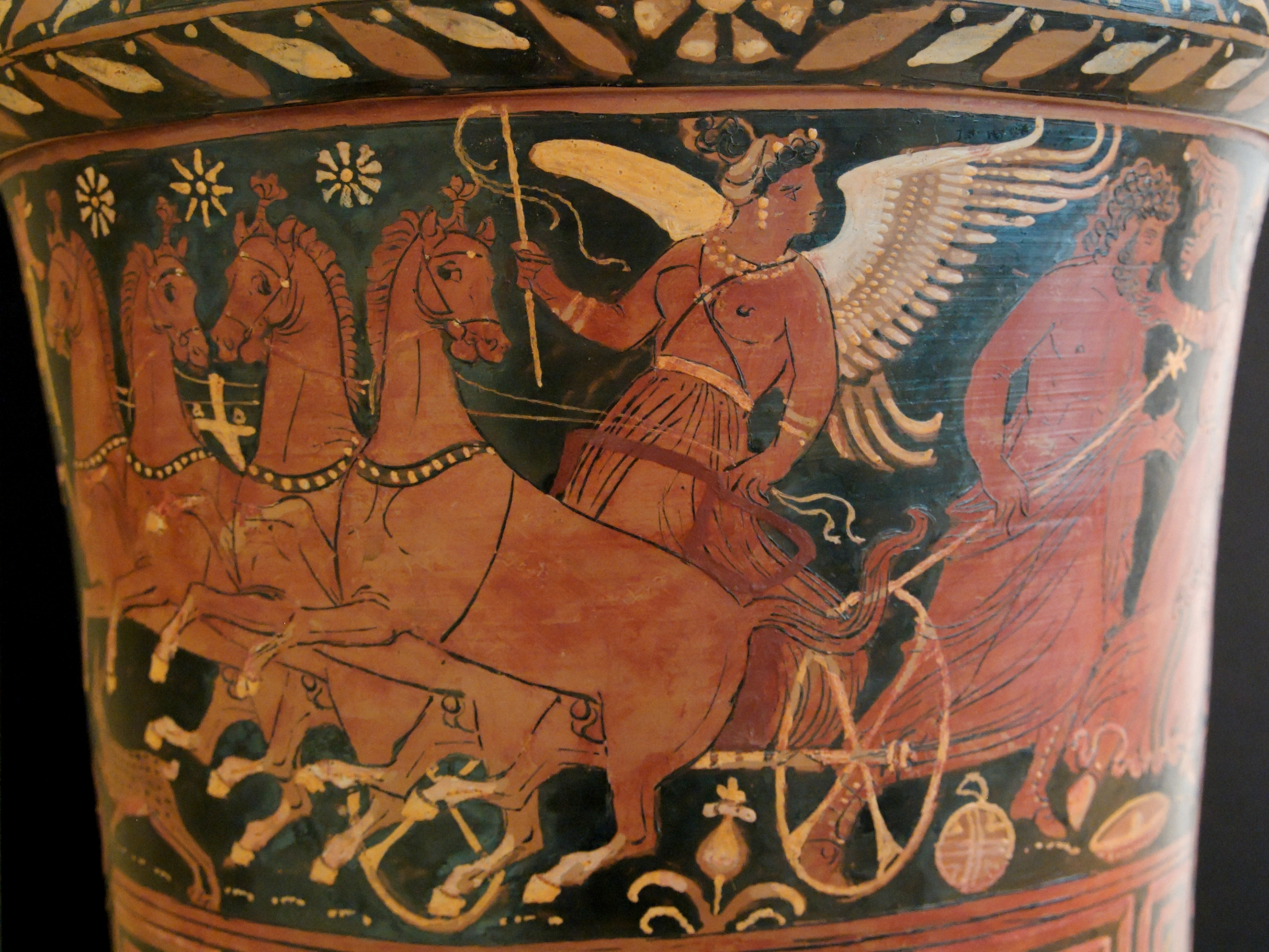
Hades raubt Persephone. Loutrophore aus der Werkstatt des Baltimore-Malers, um 330/20 v. Chr.

Der Baltimore-Maler war ein apulischer Vasenmaler. Seine Werke werden ins letzte Viertel des 4. Jahrhunderts v. Chr. datiert.
Der Baltimore-Maler gilt als der bedeutendste spätapulische Vasenmaler und insgesamt als letzter bedeutender apulischer Vasenmaler. Seinen Notnamen bekam er nach einem in Baltimore aufbewahrten Gefäß. Vor allem sein Frühwerk ist sehr vom Patera-Maler beeinflusst. Er bemalte vor allem großformatige Volutenkratere, Amphoren, Loutrophoren und Hydrien. Er zeigt Grabszenen (Naïskosvasen, hier mit Naïskos auf der Vorderseite und Stele auf der Rückseite und farbigen, meist gelb-orangen, Gewändern), mythologische und dionysische Szenen sowie Bilder von Eroten, Hochzeiten und Darstellungen aus der Welt der Frauen. Es ist wahrscheinlich, dass er seine Werkstatt in Canosa hatte.
Stilistisch, vor allem in Bezug auf Bildthemen und der Bildträger, gibt es viele Übereinstimmungen mit dem Unterwelt-Maler. Vor allem die ornamentalen Elemente sind beim Baltimore-Maler besonders detailreich. Zum Umkreis des Malers gehören mehrere Künstler. Dazu gehören der Stoke-on-Trent-Maler, der zumindest besonders eng mit dem Baltimore-Maler zusammengearbeitet hatte oder sogar mit diesem identisch ist, und die Maler der T.C.-Gruppe. Zu seinen Nachfolgern gehören der Erbe seiner Werkstatt, der White-Sakkos-Maler, sowie andere Künstler der White-Sakkos-Gruppe, der Sansone-Maler, die Stuttgart-Gruppe und die Kantharos-Gruppe.